# За спичками (фильм)
«За спичками» (фин. Tulitikkuja lainaamassa) — экранизация одноимённой повести Майю Лассилы. Существует в двух версиях: на финском языке и русском, причём это относится и к песням, звучащим в фильме. Версия, смонтированная Орко, отличается чуть большей продолжительностью, в версии Гайдая сильно сокращена финальная сцена в бане. Премьера в Хельсинки состоялась в марте 1980 года, а в Москве — 22 сентября того же года. Кинопрокат в СССР с 22.09.1980: 34,3 млн зрителей за первый год демонстрации. Кинопрокат в Финляндии с 18.01.1980: 68,2 тыс. зрителей. 
Ранее повесть была экранизирована в Финляндии в 1938 году.

## Сюжет
Антти Ихалайнен счастливо жил на хуторе, в общине Липери, со своей женой Анной-Лизой. Однажды, когда в доме Ихалайненов кончились спички и нечем было развести огонь для приготовления так любимого финнами кофе, Анна-Лиза отправила его к соседу Хювяринену за спичками.
Это поручение было бы выполнено в точности, если бы по дороге Ихалайнен не встретил своего старого друга Юсси Ватанена. Вдовец Юсси попросил Ихалайнена посватать за него дочь Хювяринена Анну-Кайсу. Придя в гости к Хювяринену, тот долго расхваливал своего дружка и, наконец, произнёс заветные слова: «А не выйти ли Анне-Кайсе замуж за Юсси Ватанена?». Хювяринены с большим энтузиазмом отнеслись к этой идее. Антти сразу позабыл, какова была изначальная цель его визита к Хювяринену, и пошёл обратно без спичек.
Тем временем портной Тахво Кенонен из близлежащего городка в пьяной беседе с заказчиком поведал о том, что давным-давно ему нравилась Анна-Лиза, но Антти Ихалайнен опередил его. Тахво Кенонен думает повидать свою старую возлюбленную.
Ихалайнен между тем сообщает Юсси об успешном сватовстве и друзья решают съездить в город Йоки — купить подарков для семьи невесты, в том числе хлебного вина (водки) для старика Хювяринена. С тем, чтобы не покупать новую бутылку под этот продукт, Юсси отыскал в чулане старую.
Надо сказать, что друзья Антти и Юсси сами уже 10 лет как «завязали» с выпивкой. Дело в том, что тогда, 10 лет назад, они, перепившись, изрядно подрались с мельником, сломали ему четыре ребра, и в качестве компенсации нанесённого морального и физического ущерба, чтобы избежать судебной тяжбы, им пришлось отдать пострадавшему четыре коровы — по корове за каждое сломанное ребро. С тех пор они и зареклись пить.
Как на грех, в той самой бутылке (штоф) ещё оставалась примерно половина содержимого («Да тут всего несколько капель»). Хотя Юсси первоначально предложил «вылить эту гадость», в итоге друзья не выдержали и, нарушив свой зарок, выдули всё до дна, после чего навеселе отправились в город. Попавшегося им навстречу портного Тахво Кенонена они запугали и чуть не избили. Известному болтуну и сплетнику Вилле Хуттунену, который тоже попался им по пути, они в шутку сообщили, что едут в Америку, где, возможно, и останутся насовсем. Хуттунен не замедлил разнести эту новость по всей округе.
Слух дошёл и до ушей Анны-Лизы, которая уже начала беспокоиться, почему муж так долго не возвращается от соседей. А воодушевлённый этой новостью Тахво Кенонен спешит сделать брачное предложение «оставшейся вдовой» Анне-Лизе. В это время Антти и Юсси, прибыв в город, совершенно не торопятся возвращаться домой. Когда же Ихалайнен, наконец, после всех своих приключений всё-таки вернулся домой и увидел нового «мужа» своей жены, тому это вышло боком...

## В ролях
| Актёр              | Роль                                                       |
| ------------------ | ---------------------------------------------------------- |
| Евгений Леонов     | Антти Ихалайнен                                            |
| Вячеслав Невинный  | Юсси Ватанен                                               |
| Рита Полстер       | Анна-Лиза Ихалайнен (озвучивает Антонина Кончакова)        |
| Ритва Валкама      | подруга Анны-Лизы Миина Сормунен (озвучивает Тамара Совчи) |
| Георгий Вицин      | портной Тахво Кенонен                                      |
| Галина Польских    | Кайса Кархутар                                             |
| Лео Ластумяки      | фермер Партанен (озвучивает Роман Филиппов)                |
| Пекка Аутиовуори   | сват Пекка Туртиайнен (озвучивает Игорь Ясулович)          |
| Сергей Филиппов    | Хювяринен                                                  |
| Нина Гребешкова    | жена Хювяринена                                            |
| Вера Ивлева        | Анна-Кайса Хювяринен                                       |
| Олави Ахонен       | сплетник Вилле Хуттунен (озвучивает Юрий Саранцев)         |
| Михаил Пуговкин    | полицмейстер                                               |
| Кауко Хеловирта    | лейтенант Торвелайнен (озвучивает Николай Граббе)          |
| Александр Ширвиндт | текст от автора                                            |
| Николай Теньгаев   | 1-й крестьянин                                             |
| Виктор Уральский   | 2-й крестьянин                                             |
| Леонид Куравлёв    | 3-й крестьянин                                             |
| Сеела Селла        | прачка                                                     |
| Мартти Пеннанен    | кузнец                                                     |
| Кауко Койву        | помощник кузнеца                                           |
| Ари Похйялайнен    | молодой маляр                                              |
| Тапио Шестихин     | шофёр                                                      |
| Симо Лахтинен      | сын Котилайнена                                            |
| Стефан Экхолм      | эпизод                                                     |

## Съёмочная группа
- Авторы сценария: Леонид Гайдай, Тапио «Рой» Вилппонен, Владлен Бахнов, Ристо Орко
- Режиссёр-постановщик: Леонид Гайдай
- Режиссёр с финской стороны: Ристо Орко
- Оператор-постановщик: Сергей Полуянов
- Художники-постановщики: Феликс Ясюкевич, Тапио Вилппонен
- Композитор: Александр Зацепин
- Звукооператор: Раиса Маргачёва
- Дирижёр: Сергей Скрипка
- Текст песен: Юрия Энтина
- Трюковая запись музыки и шумов: Виктор Бабушкин
- Монтаж: Клавдия Алеева
- Режиссёры: Марина Волович, О. Туомин
- Операторы: Евгений Шведов, Юрий Епишин, О. Туомин
- Грим: Т. Горовкина
- Костюмы: З. Дурова, Тапио «Рой» Вилппонен
- Комбинированные съёмки:
  - Оператор: У. Бергстрем
  - Художник: А. Клименко
- Редактор: Роза Буданцева
- Музыкальный редактор: Раиса Лукина
- Директора фильма: Герман Крылов, Каре Орко

## Книга и фильм
- В фильме «объединены» два персонажа книги — соседка Ихалайненов Миина Сормунен, «которая случайно зашла в гости», и жена кузнеца Майя-Лиза (зашедшая к Анне-Лизе попить воды).
- В повести Майю Лассила «кораблекрушение» потерпели не главные герои, а земляки решили, что утонули именно Ихалайнен и Ватанен.

## Песни фильма
- «Как хорошо подняться в облака»
- «Чёрт-те что и сбоку бантик» (исполняют Евгений Леонов и Вячеслав Невинный)
- Для фильма (к сцене встречи Юсси и Кайсы) была также записана песня «Было и прошло» (исполняет Иосиф Кобзон), но не вошла в него и вместо того была использована в фильме Спортлото-82.

## Съёмки
На карте Финляндии есть и Липери, и Йоки, и Киихтелюс, — в провинции Северная Карелия. Съёмки фильма проходили в городе Порвоо. Автор русского перевода повести, на который опирались авторы русского текста фильма, — Михаил Зощенко. Создание фильма было фактически приурочено к 25-летию особых отношений СССР и Финляндии.